# İvanovka
İvanovka (ryska: Ивановка) är en ort i Azerbajdzjan.   Den ligger i distriktet İsmayıllı Rayonu, i den centrala delen av landet, 160 km väster om huvudstaden Baku. İvanovka ligger 803 meter över havet och antalet invånare är 3 303.
Terrängen runt İvanovka är kuperad söderut, men norrut är den platt. İvanovka ligger uppe på en höjd. Närmaste större samhälle är İsmayıllı, 10,9 km öster om İvanovka. 
Trakten runt İvanovka består till största delen av jordbruksmark. Runt İvanovka är det ganska glesbefolkat, med 43 invånare per kvadratkilometer.